# 河原伸光
河原 伸光（かわはら のぶみつ、1944年 - ）は元日産の自動車クラブのひとつPMC・Sに所属していたアマチュアドライバーで、スカイライン2000GT-R52勝(諸説あり)のうち2勝を挙げた。

## 経歴
1970年に、篠原孝道からマシンを譲り受けデビュー。そのデビュー戦となった1970年富士フレッシュマンレースでクラス優勝、1971年のニッサンオールスターシリーズでの優勝の計2勝でその名を残した。1972年一杯で引退。
| スタブアイコン | サブスタブ | この項目は、まだ閲覧者の調べものの参照としては役立たない、スポーツ関係者に関連した書きかけの項目です。この項目を加筆・訂正などしてくださる協力者を求めています（P:スポーツ/PJ:スポーツ人物伝）。 |